# Ingvar Kamprad

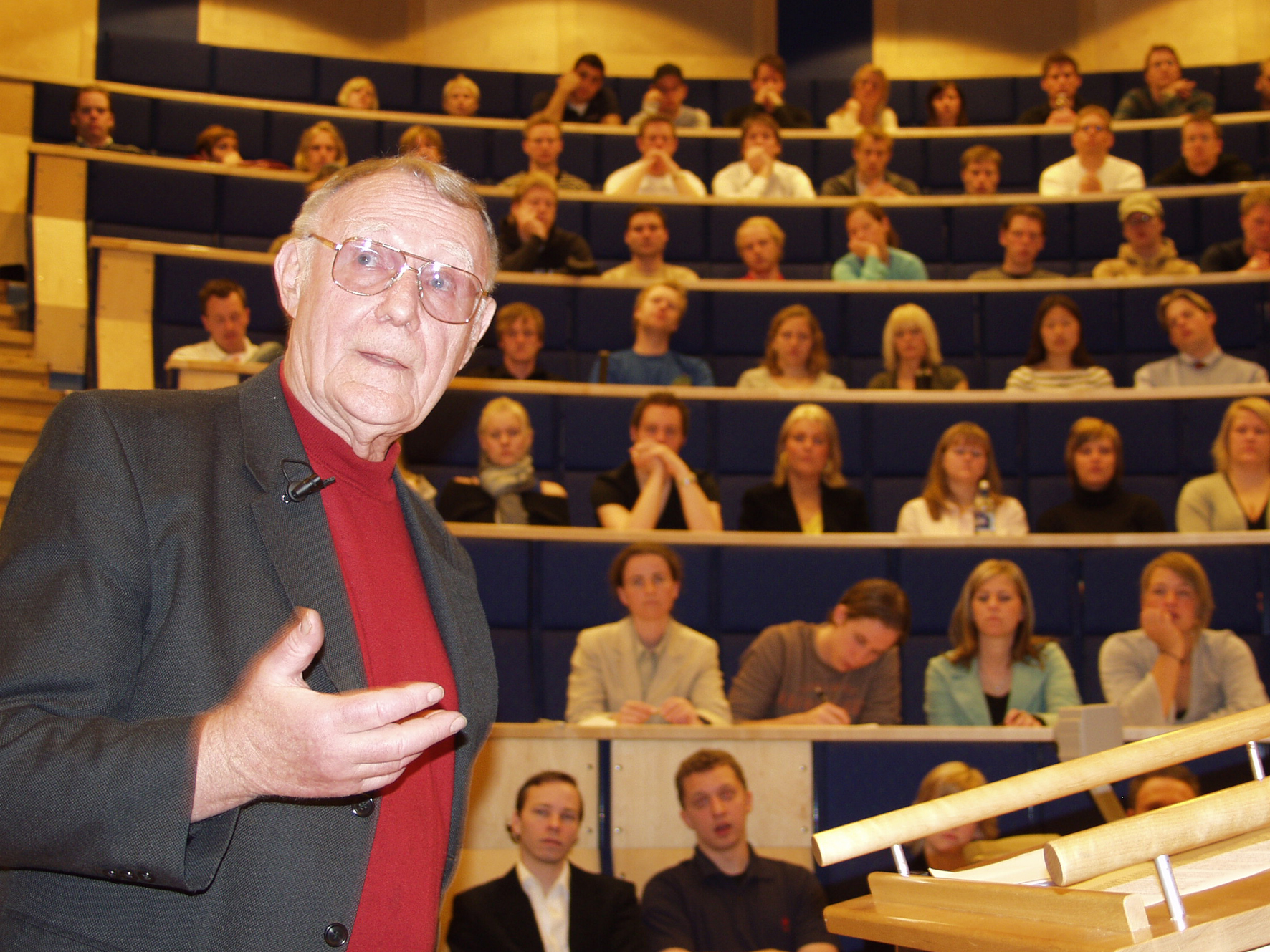
Ingvar Kamprad (2004) an der Växjo-Universität

Ingvar Feodor Kamprad (anhörenⓘ; * 30. März 1926 in Pjätteryd, Älmhult; † 27. Januar 2018 in Liatorp, Älmhult) war ein schwedischer Unternehmer und der Gründer des Möbelkonzerns IKEA. Laut dem Forbes Magazin gehörte er zu den reichsten Menschen der Welt.

## Leben
Ingvar Kamprads Mutter war Schwedin, sein Vater Erwin Erich Kamprad (1894-1935) war in Garnbach in Thüringen in Deutschland geboren und kam im Alter von drei Jahren mit den Eltern nach Schweden. Kamprads Großvater väterlicherseits, Achim Erdmann Kamprad (1865-1897), stammte aus Neupoderschau im Altenburger Land in Thüringen. Seine Großmutter Franziska (1869-1945), welche nach dem Tod des Ehemannes 1897 das Gut übernahm und führte, stammte aus Radonitz in Böhmen und wuchs in Böhmisch-Grünthal auf. Sie gingen 1896 nach Schweden.
Schon als Kind handelte Kamprad mit vielen verschiedenen Gütern, u. a. mit Streichhölzern, Kugelschreibern und Weihnachtsdekoration.
1943 gründete er im Alter von 17 Jahren das Unternehmen IKEA als Versandhandel. Das Akronym IKEA besteht aus den Initialen seines Namens, dem Anfangsbuchstaben des Namens des elterlichen Bauernhofs Elmtaryd und dem Anfangsbuchstaben seines Heimatdorfes Agunnaryd in der Gemeinde Ljungby, wo er aufwuchs.
1947 nahm er Möbel in sein Sortiment auf, in diesem Jahr brachte er auch seinen ersten Katalog heraus. Ab 1952 konzentrierte er sich vollständig auf den Möbelversandhandel. Das erste IKEA-Möbelhaus wurde 1958 in Älmhult (Südschweden) eröffnet, sein erstes ausländisches Möbelhaus eröffnete er 1963 in Oslo (Norwegen). Das erste Haus außerhalb Skandinaviens wurde 1973 in Spreitenbach in der Schweiz eröffnet, das erste in Deutschland 1974 in Eching bei München, das erste österreichische in der Shopping City Süd bei Wien im Jahr 1977. Heute gibt es weltweit 340 Einrichtungshäuser in 28 Ländern (Stand Januar 2017).
Im Jahr 1973 verließ Kamprad Schweden und zog erst nach Dänemark, dann in die Schweiz, wo er in Epalinges lebte. Nach dem Tod seiner Frau im Jahr 2011 und nachdem er über vierzig Jahre in der Schweiz gelebt hatte, entschloss sich Kamprad, nach Schweden zurückzukehren. Ab 2013 lebte er in der Nähe von Älmhult.
1983 wurde Kamprad die Ehrendoktorwürde der Universität Lund und am 11. Februar 2006 die der Universität Växjö verliehen.
Kamprad verblüffte die Öffentlichkeit mit den Bekenntnissen, dass er eine ausgeprägte Lese- und Schreibschwäche (Dyslexie) habe und einen ewigen Kampf gegen den „Dämon Alkohol“ führe.
Kamprad sagte von sich selbst, er sei wie viele Småländer ein Geizhals und Schnäppchenjäger. Er wurde wiederholt zum populärsten Manager Schwedens gewählt. Ingvar Kamprad starb 2018 auf seinem Anwesen in Liatorp in seiner Geburtsgemeinde Älmhult.

## Vermögen
Von Forbes wurde sein Vermögen 2010 auf 23 Mrd. US-Dollar geschätzt und wurde auf Platz 11 der Liste der reichsten Menschen weltweit geführt. Laut der Zeitschrift Bilanz, die seinen Reichtum auf 35 bis 36 Milliarden Schweizer Franken (Stand 2009) schätzte, war er die reichste in der Schweiz wohnhafte Person. Dieser Stand wird von der Familie bis heute (2020) gehalten. Das Vermögen steigerte sich auf geschätzte 55,5 Mrd. Schweizer Franken. Dabei kam er in den Genuss der Pauschalbesteuerung. Die von Kamprad gezahlten Pauschalsteuern in Epalinges beliefen sich auf 45.000 Schweizer Franken. Im Jahr 2011 verlor Kamprad seine Spitzenposition und fiel aus der TOP 100 der Forbes-Liste. Sein Vermögen wurde auf 6 Mrd. US-Dollar geschätzt.

## Familie
Kamprad war zweimal verheiratet, zuletzt mit Margaretha bis zu ihrem Tod im Dezember 2011. Aus dieser Ehe entstammten drei Kinder: Peter Arras Feodor (* 1964), Hans Jonas Ingvar (* 1966) und Niclas Achim Mathias (* 1969). Aus erster Ehe mit Kerstin Wadling von 1950 bis 1960 hat er die Adoptivtochter Annika Kihlblom.

## Verhältnis zum Nationalsozialismus
1994 berichteten schwedische Massenmedien über Ingvar Kamprads Verhältnis zu nationalsozialistischen Gruppierungen. Die schwedische Boulevardzeitung Expressen deckte auf, dass er die rechte Organisation Nysvenska Rörelsen von Per Engdahl, einem Freund und bekannten Nationalsozialisten, bis 1945 finanziell unterstützt hatte. Ab 1942 war Kamprad auch aktives Mitglied dieser Organisation. Kamprads aus Böhmen stammende Großmutter war Anhängerin der Nationalsozialisten. Durch sie, so Kamprad, sei er mit nationalsozialistischer Lektüre versorgt worden. Als Folge dieser Medienberichte wurde öffentlich zum IKEA-Boykott aufgerufen. Kamprad entschuldigte sich 1994 in einem mehrseitigen handgeschriebenen offenen Brief bei seinen Mitarbeitern und Kunden und bezeichnete die Zahlungen heute als „größte Dummheit meines Lebens“. 2008 fügte er in einem Fernsehinterview hinzu, er habe „mehr mit Mussolini als mit dem anderen Kerl“ sympathisiert. Gereizt habe ihn die „kooperative Idee“.
Ende August 2011 wurde bekannt, dass er Funktionär der bis 1945 bestehenden faschistischen Partei Svensk Socialistisk Samling (SSS) gewesen war. Die schwedische Fernsehjournalistin und Autorin Elisabeth Åsbrink schrieb in ihrem Buch Och i Wienerwald står träden kvar (Und im Wienerwald stehen noch immer die Bäume), Kamprad habe Mitglieder für die SSS rekrutiert und nach eigener Aussage auf diese Tätigkeit viel Zeit und Energie verwandt. Bereits 1943 geriet der seinerzeit 17-Jährige ins Visier der Geheimpolizei, die eine Akte über ihn anlegte, aus der Åsbrink zitierte. Die Autorin behauptete weiter, Kamprads Verbindungen zum Netz der SSS und zu der rechten Führungsfigur Per Engdahl seien auch nach dem Krieg bis in die 1950er-Jahre hinein sehr intensiv gewesen.

## Ingka Foundation
Ein Großteil des IKEA-Vermögens wird wegen der Steuervorteile von der Stichting INGKA Foundation (INGKA-Stiftung) mit Sitz in den Niederlanden verwaltet, deren Aufsichtsrat Kamprad angehörte. Der Wert der Stiftung wurde zuletzt auf 36 Milliarden Euro geschätzt.
Die Ikano-Unternehmensgruppe mit der IKANO-Bank, einer ehemaligen Tochter von IKEA, gehört ebenfalls der Familie Kamprad.

## Rezeption
Unter dem Titel Das Wunder von Schweden wurde 2009 am Deutschen Schauspielhaus in Hamburg eine „musikalische Möbelsaga“ von Erik Gedeon und Klas Abrahamsson über das Leben von Kamprad uraufgeführt.
In dem Roman Ein ehrliches Angebot des norwegischen Autors Frode Grytten spielt der Plan, Ingvar Kamprad zu entführen, eine große Rolle. Er erschien 2012 im Verlag Nagel & Kimche als deutsche Übersetzung des norwegischen Originals Saganatt. Der Roman wurde 2014 unter dem Titel Her er Harold verfilmt und kam im Juni 2016 als Kill Billy in die deutschen Kinos.

## Film
- Mr. Ikea – Der Mann, der die Welt möblieren wollte! Film (52 Minuten), Buena Vista Home Entertainment.